# Gmina Kartuzy
Die Gmina Kartuzy [karˈtuzɨ] ist eine Stadt-und-Land-Gemeinde im Powiat Kartuski der polnischen Woiwodschaft Pommern in Polen. Ihr Sitz ist die Kleinstadt Kartuzy (deutsch Karthaus; kaschubisch Kartuzë) mit 14.716 Einwohnern (2016).

## Geographie

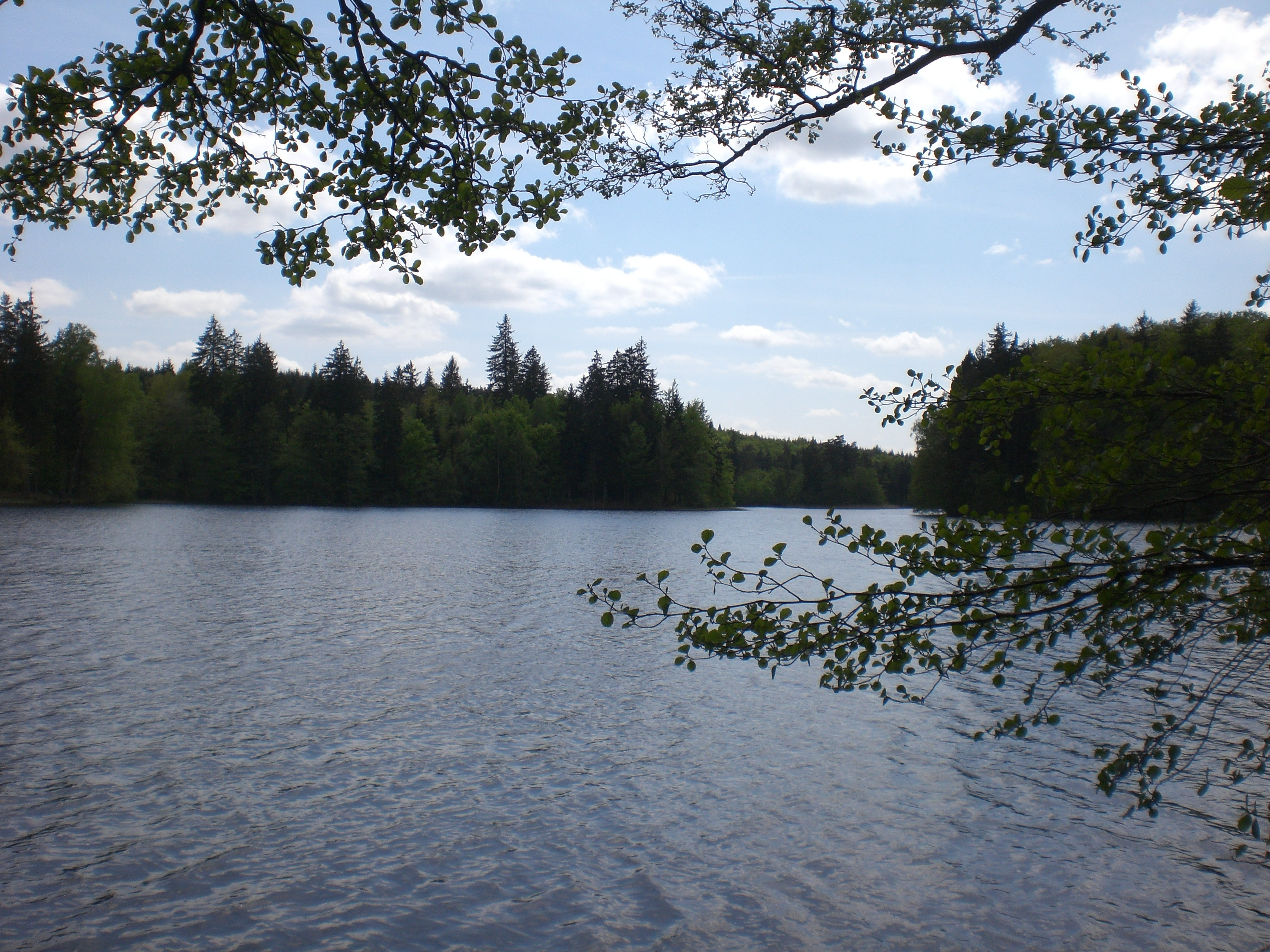
See Wielkie Łąki

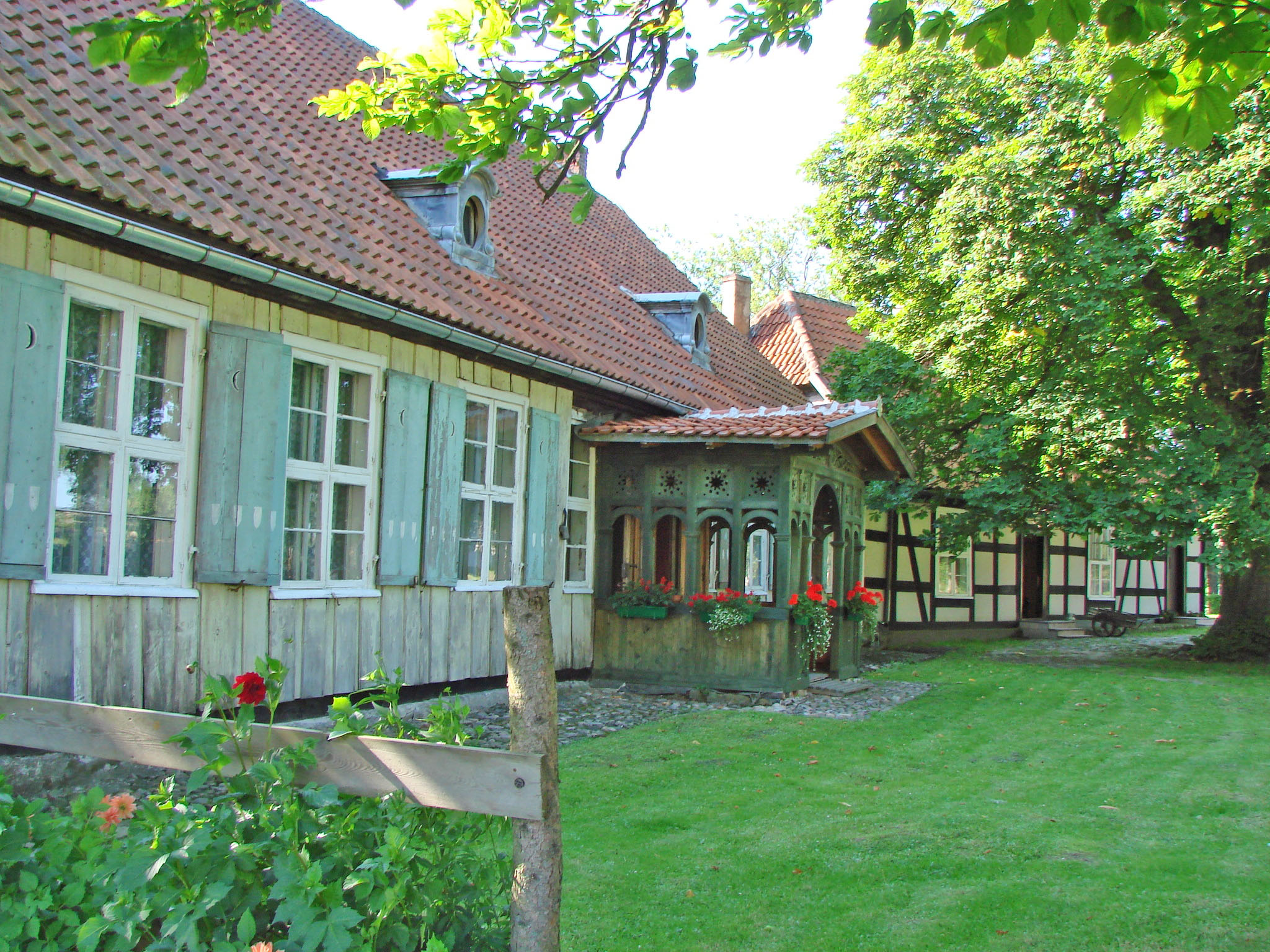
Gutshaus in Mirachowo

Die Stadt liegt in der historischen Landschaft Pommerellen, in der seenreichen Kaschubischen Schweiz, etwa 32 Kilometer westlich von Danzig.

## Geschichte
Das Gebiet der Gemeinde gehörte bereits von 1920 bis 1939 zur polnischen Woiwodschaft Pommerellen. Kartuzy erhielt 1923 die Stadtrechte.
Von 1975 bis 1998 gehörte die Gemeinde zur Woiwodschaft Danzig.

### Partnerschaften
- Caissargues, Frankreich (1990)
- Duderstadt, Deutschland (1995)

## Gliederung
Die Stadt-und-Land-Gemeinde Kartuzy gliedert sich neben dem gleichnamigen Hauptort in folgende 24 Orte mit einem Schulzenamt:
| Polnischer Name      | Kaschubischer Name | Deutscher Name (bis 1920 und 1939–1945)   |
| -------------------- | ------------------ | ----------------------------------------- |
| Bącz                 | Bãccz              | Bontsch 1942–1945 Bonsch                  |
| Borowo               | Bòrowô             | Borowo                                    |
| Brodnica Dolna       | Dólnô Brodnica     | Nieder Brodnitz 1942–1945 Niederbrodnitz  |
| Brodnica Górna       | Górnô Brodnica     | Ober Brodnitz 1942–1945 Oberbrodnitz      |
| Dzierżążno           | Dzérżãżno          | Seeresen                                  |
| Głusino              | Głusëno            | Glusino 1942–1945 Glüsen                  |
| Grzybno              | Grzëbno            | Gribno 1942–1945 Grüben                   |
| Kaliska              | Kalëska            | Kaliska                                   |
| Kiełpino             | Kôłpino            | Kelpin 1942–1945 Kelpsee                  |
| Kolonia              | Kòlonijô           | Wilhelmshuld                              |
| Kosy                 | Kosë               | Kossi 1942–1945 Kössen                    |
| Łapalice             | Łapalëce           | Lappalitz 1942–1945 Garchendorf           |
| Mezowo               | Mézowò             | Mehsau                                    |
| Mirachowo            | Mirochòwò          | Mirchau                                   |
| Nowa Huta            | Nowô Hëta          | Nowahutta 1942–1945 Neuhütte              |
| Pomieczyńska Huta    | Pòmiéczëńskô Hëta  | Pomietschinerhütte 1942–1945 Pommershütte |
| Prokowo              | Prokòwò            | Prockau                                   |
| Ręboszewo            | Rãbòszewò          | Remboschewo 1942–1945 Broddenfurt         |
| Sianowo              | Sjónowò            | Sianowo 1942–1945 Schwanau                |
| Sianowska Huta       | Sjónowò Hëta       | Sianowerhütte 1939–1945 Schwanauerhütte   |
| Sitno                | Sëtno              | Zittno 1942–1945 Schütthof                |
| Smętowo Chmieleńskie | Smãtowò            | Smentau 1942–1945 Schmentau               |
| Staniszewo           | Stajszewò          | Stanischewo 1942–1945 Stahns              |
| Stara Huta           | Stôrô Hëta         | Starahutta 1942–1945 Althütte             |

Weitere den Schulzenämtern zugeordnete Ortschaften sind: Burchardztwo, Bylowo-Leśnictwo, Dzierżążno-Leśnictwo, Sitna Góra, Sianowo Leśne und die Waldsiedlung Mirachowo.

## Verkehr
Bis 1994 bzw. 2000 bestand Anschluss an die Bahnstrecke Pruszcz Gdański–Łeba, die aus Rentabilitätsgründen geschlossen wurde. Seit 1. Oktober 2015 besteht regelmäßiger Personennahverkehr von Kartuzy zum Fernverkehrsbahnhof Gdańsk Wrzeszcz (Danzig-Langfuhr). Der Ort Kiełpino in der Gemeinde hat einen Haltepunkt an der Bahnstrecke Nowa Wieś Wielka–Gdynia.